# 마두라잎코박쥐
마두라잎코박쥐(Hipposideros madurae)는 잎코박쥐과에 속하는 박쥐의 일종이다. 인도네시아의 토착종이다. 자와섬 절반 동쪽과 마두라섬에서 알려져 있다. 해발 1,000m 이하에서 서식한다. 국제 자연 보전 연맹(IUCN)이 "관심대상종"으로 분류하고 있다.